# Phạm Văn Tân
 Phạm Văn Tân (sinh năm 1960) là một chính khách Việt Nam. Ông từng là Phó Bí thư Tỉnh ủy, Chủ tịch Ủy ban nhân dân tỉnh Tây Ninh khóa IX, nhiệm kỳ 2016–2021.

## Lý lịch và học vấn
Phạm Văn Tân sinh năm 1960, quê quán xã Phước Thạnh, huyện Gò Dầu, tỉnh Tây Ninh;
Trình độ kỹ sư cơ khí, cử nhân chính trị

## Sự nghiệp
Phạm Văn Tân đã từng giữ các chức vụ: Phó Chủ tịch Hội đồng nhân dân tỉnh, Phó Chủ tịch Ủy ban nhân dân tỉnh, Bí thư Huyện ủy Châu Thành, Bí thư Thành ủy thành phố Tây Ninh.
Ngày 12/10/2015, tại phiên họp Ban Chấp hành Đảng bộ tỉnh Tây Ninh, Ban Bí thư đã chuẩn y chức vụ Phó Bí thư Tỉnh ủy Tây Ninh nhiệm kỳ 2010-2015 đối với Phạm Văn Tân, Ủy viên Ban Thường vụ Tỉnh ủy, Bí thư Thành ủy TP. Tây Ninh.
Ngày 6/11/2015, Hội đồng nhân dân tỉnh Tây Ninh khóa VIII, nhiệm kỳ 2011 - 2016, họp phiên bất thường bầu Phạm Văn Tân, Phó Bí thư Tỉnh ủy Tây Ninh nhiệm kỳ 2015 – 2020 giữ chức vụ Chủ tịch Ủy ban nhân dân tỉnh Tây Ninh, nhiệm kỳ 2011-2016.
Sáng ngày 1/7/2016, Hội đồng nhân dân tỉnh Tây Ninh khóa IX tiến hành kỳ họp lần thứ nhất, bầu Phạm Văn Tân tái đắc cử chức vụ Chủ tịch Ủy ban nhân dân tỉnh Tây Ninh, nhiệm kỳ 2016-2021; với tỷ lệ trên 98% số phiếu ủng hộ.
Ngày 31 tháng 7 năm 2020, tại kì họp thứ 17 HĐND tỉnh Tây Ninh khóa 9 nhiệm kỳ 2016 - 2021, ông được miễn nhiệm chức danh Chủ tịch UBND tỉnh Tây Ninh nhiệm kỳ 2016 - 2021.
Ông nghỉ hưu từ ngày 1 tháng 8 năm 2020.